# Takumi-kun Series 2: Niji Irō no Garasu
Takumi-kun Series 2: Niji Irō no Garasu (タクミくんシリーズ2「虹色の硝子」 lit. Vidrio de color arcoíris?) es la segunda película perteneciente a la franquicia de Takumi-kun Series, una serie de novelas ligeras de género shōnen-ai escritas por Shinobu Gotō. Fue dirigida por Kenji Yokoi y estrenada el 25 de abril de 2009. Fue producida por Nippon Shuppan Hanbai y protagonizada por Kyōsuke Hamao y Daisuke Watanabe.

## Argumento
Gracias al profundo afecto y amor de Gii, Takumi casi ha superado por completo su fobia. Ambos se han vuelto una pareja y todos los estudiantes del instituto lo saben y hablan sobre ello. Takumi también ha tenido éxito haciendo nuevos amigos y ha dejado de encerrarse en sí mismo. Gii regresa a la escuela después de haber estado algún tiempo en América, pero su reencuentro con Takumi no es el mejor puesto que a este último le molesta que Gii le besase en frente de toda la clase. Takumi posteriormente rechaza los avances de Gii, temeroso de que algún maestro los descubriese y fueran castigados. Tras esto, Takumi es ignorado por Gii y cree que se ha enfadado con él, a pesar de que Gii le asegura que no lo está. A medida que la indiferencia de Gii se hace más evidente, Takumi cree que este se ha desinteresado en él y en cambio ha puesto su atención en Tōru Morita, un estudiante transferido de primer año. Takumi comienza a sentirse celoso, aún más cuando Gii le insiste en que invite a Morita a una fiesta de Halloween que planea organizar, supuestamente para darle la bienvenida a este a la escuela. 
En la fiesta, los celos de Takumi crecen y el aparente cambio de corazón de Gii hace que comience a dudar acerca de los sentimientos de su pareja. Sin embargo, la realidad resulta ser mucho más diferente y dolorosa. Luego de que un muy afligido Takumi huyera de la fiesta, Gii va tras él y le dice que lo ha entendido todo mal. La verdadera intención de Gii organizando la fiesta era acercar a Takeshi y Morita, quienes se sentían atraídos por el otro, antes de que Takeshi se marchará de la escuela. Tras la partida de Takeshi, Takumi se entera de que este sufre de una enfermedad terminal que debilita el movimiento de los músculos y que eventualmente le mataría, siendo esta la razón por la cual decidió marcharse a un hospital y así no preocupar a sus amigos.

## Reparto
- Kyōsuke Hamao como Takumi Hayama, el protagonista principal y novio de Gii. Le preocupa que Gii ya no le ame y en cambio haya puesto su atención en un estudiante transferido llamado Tōru Morita; esta situación le hace desarrollar celos y depresión.
- Daisuke Watanabe como Giichi "Gii" Saki, el deuteragonista de la historia y novio de Takumi. Intenta unir a Takeshi y Morita, algo que Takumi malinterpreta y cree que se siente atraído por Morita.
- Yukihiro Takiguchi como Shōzō Akaike, el mejor amigo de Gii. Ocasionalmente brinda apoyo emocional a Takumi.
- Yūta Takahashi como Takeshi Suzuki, un estudiante miembro del club de química. Sufre de una enfermedad terminal que debilita el movimiento de los músculos. Se enamoró de Tōru Morita a primera vista.
- Kei Hosogai como Izumi Takabayashi, un estudiante que pasa su tiempo con el grupo de Gii.
- Yūki Hiyori como Tōru Morita, un estudiante transferido de primer año y enamorado de Takeshi. Al igual que Takeshi, se enamoró de este a primera vista.

## Producción
La composición de la música estuvo a cargo de Kōji Endō. El tema utilizado para los créditos finales fue the otherside interpretado por Nana Furetto. Al igual que en todas las películas posteriores, la filmación tuvo lugar en el hotel British Hills, en Iwase, Fukushima. Tomo Yanagishita y Keisuke Katō fueron reemplazados por Kyōsuke Hamao y Daisuke Watanabe en sus roles de Takumi y Gii, respectivamente. De hecho, el elenco del filme se compone enteramente de actores nuevos con la excepción de Yukihiro Takiguchi, quien fue el único actor en aparecer en todas las películas de la franquicia. Kadokawa también ha publicado un photobook oficial del filme. 